# Episodi di Homicide (terza stagione)
La terza stagione della serie televisiva Homicide, composta da 20 episodi, è stata trasmessa negli Stati Uniti sul canale NBC dal 14 ottobre 1994 al 5 maggio 1995.
| nº | Titolo originale         | Titolo italiano         | Prima TV USA     | Prima TV Italia |
| -- | ------------------------ | ----------------------- | ---------------- | --------------- |
| 1  | Nearer My God to Thee    | Dietro la chiesa        | 14 ottobre 1994  |                 |
| 2  | Fits Like a Glove        | Guanti bianchi          | 21 ottobre 1994  |                 |
| 3  | Extreme Unction          | Personalità multipla    | 28 ottobre 1994  |                 |
| 4  | A Model Citizen          | Un cittadino modello    | 2 dicembre 1994  |                 |
| 5  | Happy to Be Here         | Felice di esserci       | 9 dicembre 1994  |                 |
| 6  | Crosetti                 | Crosetti                | 11 novembre 1994 |                 |
| 7  | The Last of the Watermen | Uomo di mare            | 18 novembre 1994 |                 |
| 8  | All Through the House    | Notte di Natale         | 16 dicembre 1994 |                 |
| 9  | Nothing Personal         | Niente di personale     | 21 aprile 1995   |                 |
| 10 | Every Mother's Son       | Madri e figli           | 6 gennaio 1995   |                 |
| 11 | Cradle to Grave          | Una vita in cambio      | 13 gennaio 1995  |                 |
| 12 | Partners                 | Qualcuno di cui fidarsi | 20 gennaio 1995  |                 |
| 13 | The City That Bleeds     | Strade insanguinate (1) | 27 gennaio 1995  |                 |
| 14 | Dead End                 | Senza scampo (2)        | 3 febbraio 1995  |                 |
| 15 | End Game                 | Il caso è chiuso (3)    | 10 febbraio 1995 |                 |
| 16 | Law & Disorder           | Legge e confusione      | 24 febbraio 1995 |                 |
| 17 | The Old and the Dead     | Vecchiaia e morte       | 3 marzo 1995     |                 |
| 18 | In Search of Crimes Past | Crimini dal passato     | 14 aprile 1995   |                 |
| 19 | Colors                   | Il colore della pelle   | 28 aprile 1995   |                 |
| 20 | The Gas Man              | Vendetta                | 5 maggio 1995    |                 |